# Serclândia

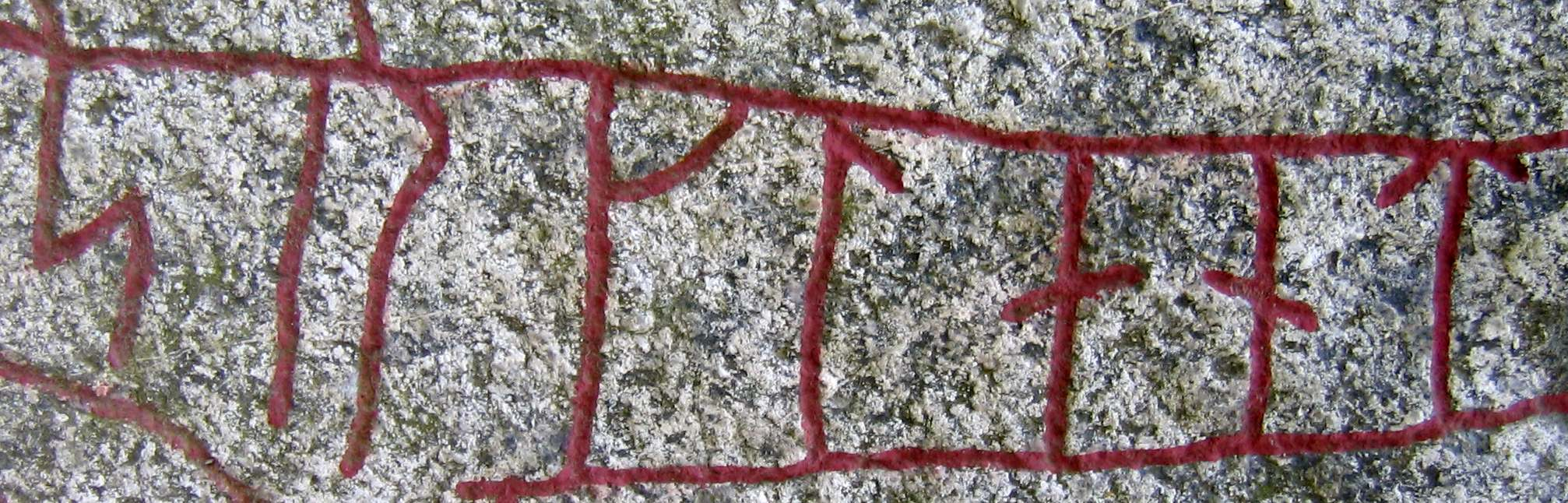
Srklant na pedra de Tillinge, erguida em memória do varegue que não retornou da Serclândia. Igreja de Tillinge, na Uplândia, Suécia

Serclândia (em latim: Serclandia; em nórdico antigo: Serkland, Særkland, Srklant, Sirklant, Serklat, etc.), em fontes nórdicas como sagas e pedras rúnicas, era um termo usado para, originalmente, se referir ao território ao sul do mar Cáspio, mas que gradualmente cobriu todas as terras muçulmanas, inclusive a África e talvez até mesmo a Sicília muçulmana. Sua etimologia é disputada. Serk- pode derivar de "sarraceno"; de sericum, o latim para "seda", implicando uma conexão com a Rota da Seda; da fortaleza cazar de Sarquel; ou de serkr, "camisa" ou "vestido", ou seja, "terra dos usuários de vestido".
A Serclândia foi citada nas pedras rúnicas Sö 179, Sö 131, Sö 279, Sö 281, na Pedra de Tillinge e talvez na perdida U 439. Além delas, aparece nas sagas Saga dos Inglingos, Sörla þáttr, Heimskringla, Hjálmþés saga ok Ölvis e Sörla saga sterka e na obra do escaldo do século XI Thorgils Fiskimadr e do século XII Thórarinn Stuttfeldr.